# Râul Vârtej
Râul Vârtej este un râu din România, unul din cele două brațe care formează afluent al Călănești.
In urma discutiei cu cei de la foram-puturi.ro firma specializata in foraje puturi din România am aflat ca acestia gasesc prima panza freatica la 5-8 m, a doua panza freatica la 20-25 m si a treia panza freatica la 70-80 m adancime.
Toate acestea in jurul raului Vartej si prin localitatile prin care trece acesta.